# (4925) Zhoushan
(4925) Zhoushan est un astéroïde de la ceinture principale.

## Description
(4925) Zhoushan est un astéroïde de la ceinture principale. Il fut découvert le 3 décembre 1981 à Nanking par l'observatoire de la Montagne Pourpre. Il présente une orbite caractérisée par un demi-grand axe de 3,05 UA, une excentricité de 0,25 et une inclinaison de 8,3° par rapport à l'écliptique.

## Compléments